# Rafael Viravens
Rafael Viravens y Pastor (Alicante, 1836-Alicante, 1908) fue un escritor, archivero, cronista y político español.

## Biografía
Nacido en Alicante el 7 de febrero de 1836, era hijo de Francisco Viravens, sargento de la Guardia imperial de Napoleón I, y de Josefa Pastor, natural de Novelda, una familia modesta. No siéndole a sus padres posible por la escasez de recursos proporcionar a su hijo Rafael una carrera, estos le colocaron de aprendiz de cajista en la imprenta de José Marcili Oliver, en donde siguió algún tiempo, pasando luego a las de Juan Carratalá, Pedro Ibarra y Rafael Jordá, hasta que abandonó dicho oficio y volvió junto a sus padres, los cuales no pudieron conseguir que se dedicara a ninguna ocupación manual, siguiendo en esta situación hasta que se le dio un destino en la fábrica de tabacos de Alicante, desempeñando posteriormente los cargos de director de las Casas de Beneficencia y Hospital civil, y algún tiempo después el de oficial del Gobierno, del que fue declarado cesante al presentarse los acontecimientos de la revolución de septiembre de 1868.
Fue nombrado cronista de la ciudad por el Ayuntamiento de Alicante en 26 de febrero de 1875, desempeñando este cargo gratuitamente por tener al mismo tiempo la plaza de archivero, desde el 26 de enero de 1875, con el sueldo anual de 1500 pesetas, cargo que desempeñó por espacio de algún tiempo hasta alcanzar la jubilación, conservando el de cronista honorario. Renunció a la indicada jubilación el primero de enero del año 1890, por haber sido elegido concejal al constituirse el Ayuntamiento, el cual le confirió el cargo de teniente de alcalde.
Aunque no tuvo más educación literaria que la que de ordinario se recibía en las escuelas públicas, sus aficiones literarias y especialmente periodísticas le permitieron progresar. Su primer trabajo literario fue uno llevado a cabo hacia los años 1852 y 1853, titulado Los Mártires de la Libertad, drama en tres actos en prosa y verso, que fue representado en un pequeño teatro casero del cercano pueblo de Villafranqueza, a beneficio de la Milicia Nacional. Algún tiempo después de haber realizado este trabajo, figuraba en las redacciones de los periódicos El Lucentino, en 1857, firmando sus trabajos con el pseudónimo de "Ignomia"; El Posta de Alicante, también en 1857, una publicación de críticas teatrales que había fundado Antonio Jornet Bernabeu; El Monte-Pío, que dirigía el secretario de la Diputación provincial y gobernador interino de Alicante, Felipe Gil, hacia los años 1861 a 1865; El Correo, en 1868; El Volante, en 1873; El Eco de la Provincia, La Provincia, El Diario de Alicante; una corta temporada en el ¡Buenas Noches! y finalmente fundó y dirigió algún tiempo el Boletín del Círculo Conservador de Alicante, del que fue propietario hasta que desapareció para refundirse en El Eco de la Provincia. Como político, perteneció primero al partido moderado y más adelante, ya en la Restauración, pasó a estar afiliado al partido conservador.
Falleció el 15 de marzo de 1908 en su ciudad natal.

## Obras
- Entrada del Obispo un Alicante. Memoria acerca de lo ocurrido durante la estancia en esta ciudad del Muy Ilustre Sr. D. Pedro María Cubero López de Padilla. Alicante, imprenta y litografía de la viuda de J. J. Carratalá, 1859. Folleto en 4º de 56 páginas. Dedicado a Francisco Penalva, abad de la colegiata, y a Felipe Gil y Sancha. Se trata de una descripción de la entrada de dicho obispo en Alicante y los festejos que se hicieron en relación con ella, tanto en Alicante como en los pueblos del tránsito, hasta Orihuela.[1]
- Memoria de la fundación, propaganda, ejercicio y fiesta religiosa de la Congregación de la Guardia y Oración al Santísimo Sacramento, y crónica, de las grandes funciones con que el excelentísimo Ayuntamiento de esta ciudad ha solemnizado, en él presente año, la fiesta del Santísimo Corpus Christi. Alicante, imprenta de Rafael Jordá, Progreso, 6, 1874. Un folleto de 80 páginas en 4.°.[1]
- Crónica de la Muy Ilustre y Siempre Fiel ciudad de Alicante. Alicante, 1876, imprenta de Carratalá y Gradea. Un tomo en folio de 472 páginas, adornado con 47 láminas representando los monumentos de la ciudad, otras antigüedades y un plano de la isla de Tabarca.[1]
- Memoria leida por D. Rafael Viravens y Pastor, Archivero y Cronista del excelentísimo Ayuntamiento y Secretario de la Junta para la reedificación del Santuario de San Roque, en el arrabal de este nombre, al hacerse entrega del mismo por dicha Junta á la Corporación Municipal de esta Muy Ilustre y Siempre Fiel ciudad, en la tarde del 15 de agosto de 1880. Alicante, 1880, imprenta de Carratalá y Gadea. Un folleto en 4.° de 24 páginas. Contiene dos láminas representando las fachadas del antiguo y moderno Santuario, dibujadas por Felipe Rovira.[1]
- Oración fúnebre pronunciada por el Doctor don José Pons y Pomares, Abad de esta Colegiata, en las exequias que por acuerdo del excelentísimo Ayuntamiento se verificaron en dicho templo el día 15 de diciembre de 1880, para celebrar el primer aniversario de la muerte del Muy Ilustre Sr. D. Francisco Penalva y Crios, Abad que fué de la misma iglesia (...) Alicante. Imprenta de Carratalá y Gadea, 1881. Folleto en 4.° menor de 62 páginas.[1]
- Memoria de los festejos celebrados con motivo de la inauguración del ferrocarril de Alicante á Murcia. Alicante, imprenta de Antonio Seva, 1884. Folleto en 4.° de 40 páginas.[1]
- Oración fúnebre pronunciada por él Muy Ilustre Señor Abad D. José Pons y Pomares en las Reales exequias celebradas en la Colegiata por él eterno descanso del Rey D Alfonso XII. Precedida de una memoria en la que se anotan los pormenores de aquellos funerales. Alicante. 1886. Imprenta de J. J. Carratalá. Un folleto en 4.° menor de 68 páginas.[1]
- Memoria escrita por D. Rafael Viravens y Pastor, Cronista del excelentísimo Ayuntamiento y Secretario de la Junta, inspectora de las obras de un edificio de nueva planta para las Siervas de Jesús de la Caridad, y leida en él solemne acto de bendecir y colocar la primera piedra de aquélla casa, celebrado el día 16 de enero de 1887. Alicante, 1887, imprenta de Juan José Carratalá. Un folleto en 4.° de 18 páginas.[1]
- Memoria-escrita por D. Rafael Viravens y Plttor, Cronista honorario del excelentísimo Ayuntamiento y Secretario de la Junta inspectora de las obras de una casa de nueva planta para las Siervas de Jesús de la Caridad, y leida en el solemne acto de inaugurar aquél edificio, celebrado él día, 16 de junio de 1887. Alicante, 1887, imprenta de Juan José Carratalá. Un folleto en 4.° de 12 páginas.[1]
- Relación militar de 1844 en Alicante. Memoria de este alzamiento, escritos y recopilados por... Cronista honorario del excelentísimo Ayuntamiento de esta Muy Ilustre, Siempre Fiel y Heroica ciudad. Alicante, imprenta de Antonio Seva, 1889. Un tomo en 4.° dedicado a José de Rojas y Galiano, marqués del Bosch de Ares.[1]

- Reseña de la victoria obtenida por los alcoyanos contra Al-Azarch en 1276, precedida de varias noticias históricas sobre Alcoy, desde su fundación hasta dicha época.[3]
- Alcoy. Algunas páginas para ilustrar su historia. Alcoy, Francisco Compañy, impresor-librero, 1876. Folleto en 4.° menor de 42 páginas.[3]